# Svenska mästerskapen i längdskidåkning 1988
Svenska mästerskapen i längdskidåkning 1988 arrangerades i Skellefteå. 

## Medaljörer, resultat

### Herrar
| Gren                  | Guld                                                    | Guld                                                    | Silver                                                                 | Silver                                                                 | Brons                                                 | Brons                                                 |
| 15 km (K)             | Jan Ottosson                                            | Åsarna IK                                               | Larry Poromaa                                                          | Hakkas GoIF                                                            | Gunde Svan                                            | Dala-Järna IK                                         |
| 30 km (K)             | Gunde Svan                                              | Dala-Järna IK                                           | Jan Ottosson                                                           | Åsarna IK                                                              | Anders Larsson                                        | Bondsjöhöjdens IK                                     |
| 50 km (F)             | Jan Ottosson                                            | Åsarna IK                                               | Thomas Wassberg                                                        | Åsarna IK                                                              | Anders Larsson                                        | Bondsjöhöjdens IK                                     |
| Stafett 3 x 10 km (F) | Åsarna IK (Jan Ottosson, Hans Persson, Thomas Wassberg) | Åsarna IK (Jan Ottosson, Hans Persson, Thomas Wassberg) | Domnarvets GOIF 1 (Thomas Eriksson, Benny Kohlberg, Krister Andersson) | Domnarvets GOIF 1 (Thomas Eriksson, Benny Kohlberg, Krister Andersson) | Dala-Järna IK (Erik Östlund, Lars Håland, Gunde Svan) | Dala-Järna IK (Erik Östlund, Lars Håland, Gunde Svan) |
| Lagtävling 15 km      | Åsarna IK                                               | Åsarna IK                                               |                                                                        |                                                                        |                                                       |                                                       |
| Lagtävling 30 km      | Dala-Järna IK                                           | Dala-Järna IK                                           |                                                                        |                                                                        |                                                       |                                                       |
| Lagtävling 50 km      | Åsarna IK                                               | Åsarna IK                                               |                                                                        |                                                                        |                                                       |                                                       |

### Damer
| Gren                 | Guld                                                       | Guld                                                       | Silver            | Silver        | Brons            | Brons        |
| 5 km (K)             | Marie-Helene Westin                                        | Sollefteå SK                                               | Marie Johansson   | Dala-Järna IK | Karin Svingstedt | Stockviks IF |
| 10 km (K)            | Marie-Helene Westin                                        | Sollefteå SK                                               | Annika Dahlman    | IFK Lidingö   | Karin Svingstedt | Stockviks IF |
| 20 km (F)            | Marie-Helene Westin                                        | Sollefteå SK                                               | Anna-Lena Fritzon | Malungs IF    | Lis Frost        | Sollefteå SK |
| Stafett 3 x 5 km (F) | Sollefteå SK (Eva Korpela, Lis Frost, Marie-Helene Westin) | Sollefteå SK (Eva Korpela, Lis Frost, Marie-Helene Westin) |                   |               |                  |              |
| Lagtävling 5 km      | Sollefteå SK                                               | Sollefteå SK                                               |                   |               |                  |              |
| Lagtävling 10 km     | Sollefteå SK                                               | Sollefteå SK                                               |                   |               |                  |              |
| Lagtävling 20 km     | Sollefteå SK                                               | Sollefteå SK                                               |                   |               |                  |              |

### Webbkällor
- Svenska Skidförbundet
- Sweski.com